# Ich czworo
Ich czworo. Tragedia ludzi głupich w 3 aktach – komedia obyczajowa autorstwa Gabrieli Zapolskiej napisana w roku 1907, w tym samym roku wystawiona po raz pierwszy we Lwowie, wydana w Warszawie w 1912. Do roku 1970 doczekała się ok. 70 inscenizacji.

## Bohaterowie
- Mąż
- Żona
- Dziecko
- Kochanek
- Wdowa
- Szwaczka
- Sługa
- Dorożkarz
- Mandragora

## Czas i miejsce akcji
Akcja rozgrywa się na początku XX wieku we Lwowie.

## Treść[1]
Realistyczna i dobrze ukazująca psychikę bohaterów historia małżeńskiego trójkąta. Akcję poprzedza prolog z udziałem Mandragory, uosabiającej duszę ludzką. Spośród wielu rzeczy złych, które cechują człowieka, do przedstawienia w sztuce wybrano głupotę. Największym jej wcieleniem jest Żona - kobieta, która przez małżeństwo chciała jedynie podnieść swoją pozycję społeczną. Mało inteligentna, nieznająca właściwie podstawowych zasad zachowania, w stałym konflikcie z Mężem, który nie potrafi zapanować nad sytuacją. Punktem kulminacyjnym sztuki jest ujawnienie romansu Żony i jej Kochanka. Jedną z postaci dramatu jest Dziecko, zapominane przez matkę w dorożce, obserwujące zażarte kłótnie rodziców.